# Plattensäge

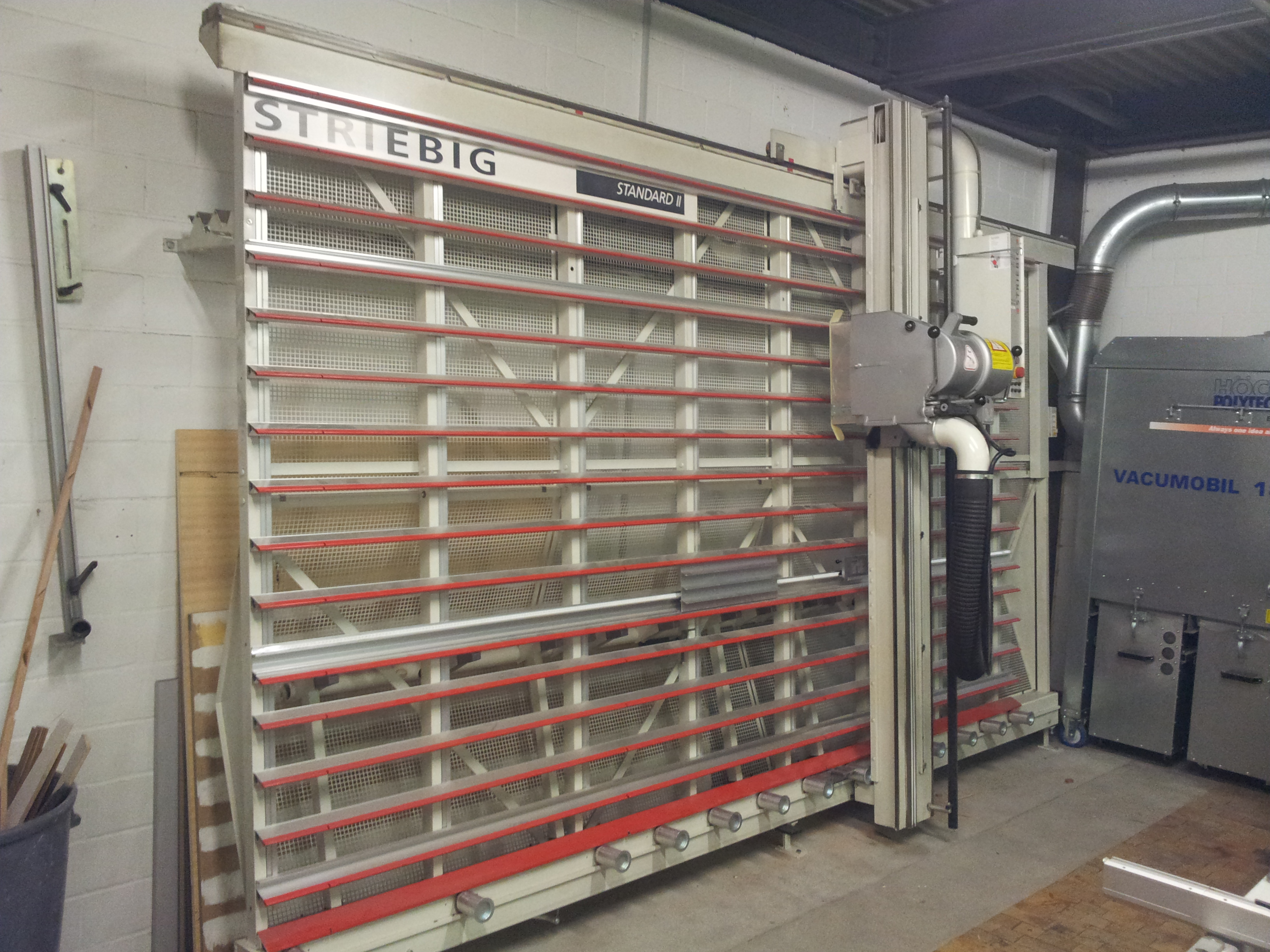
Plattensäge Striebig (vertikale Plattensäge)

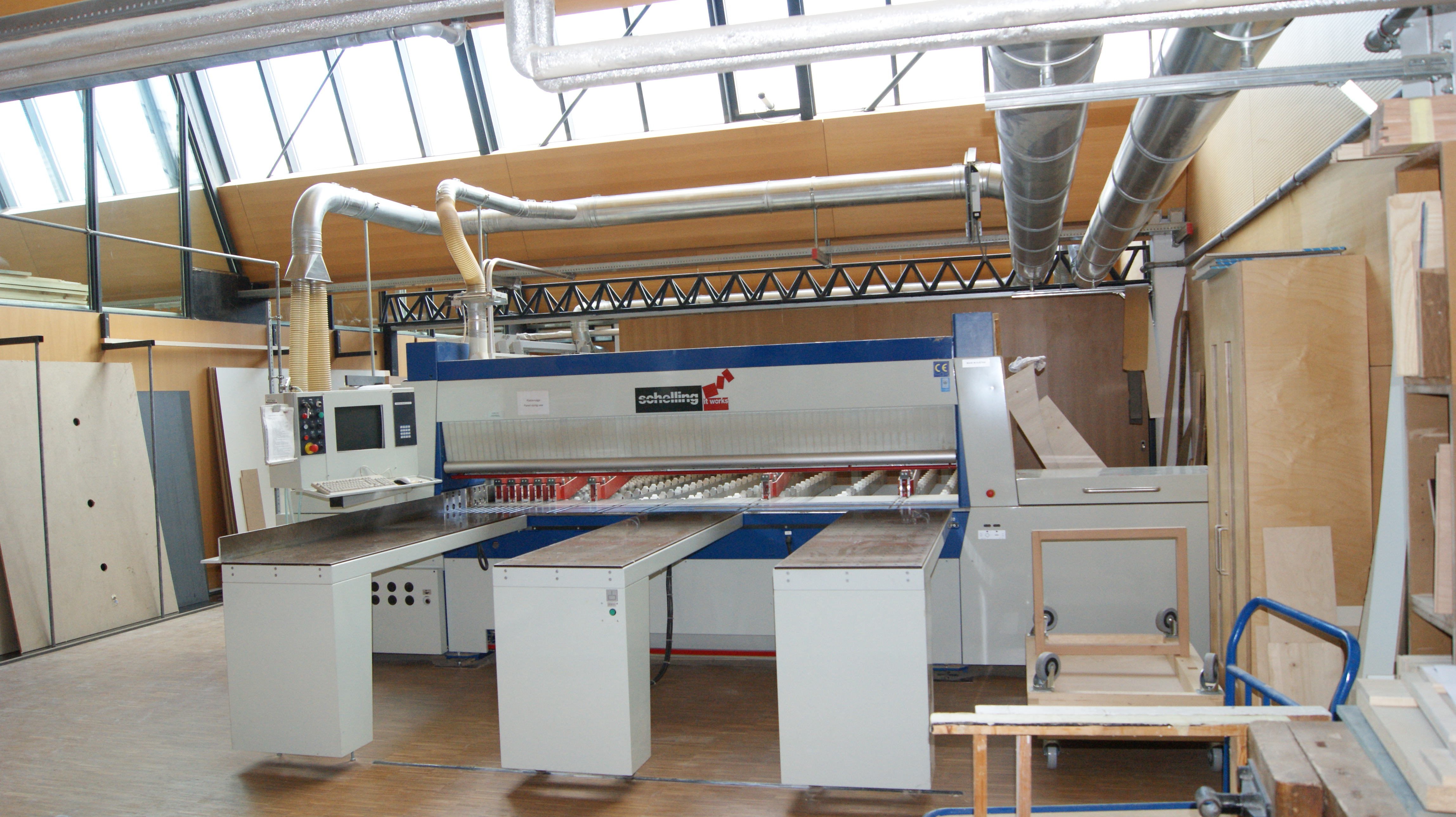
Horizontale Plattenaufteilsäge mit automatischem Vorschub

Plattensägen bilden eine Variante stationärer Kreissägen. Sie dienen zum Zuschneiden von Platten aus Holz, Holzwerkstoffen, Nichteisenmetallen oder Verbundwerkstoffen. In der Regel arbeiten Plattensägen mit fixierten Werkstücken und einem in einer Führung laufenden Sägeaggregat.

## Horizontale und vertikale Plattensägen
Unterschieden werden horizontale Plattensägen und vertikale Plattensägen. Während horizontale Plattensägen konstruktionsbedingt eine relativ große Stellfläche benötigen, können vertikale Plattensägen auf einer kleinen Stellfläche untergebracht werden.

## Erfindung der Plattensäge
Die horizontale Plattensäge geht auf eine Erfindung der österreichischen Firma Schelling aus dem Jahr 1958 zurück. Zum gleichen Zeitpunkt wurde die vertikale Plattensäge parallel mehrfach erfunden. In der Schweiz durch den Schreinermeister Ludwig Striebig, Gründer der heutigen Striebig AG, in Deutschland durch die Firma HOLZ-HER und in den USA durch Gene Olsen, Gründer der Firma Safety Speed.

## Plattensägen heute
Mittlerweile kommen Plattensägen vielerorts zum Einsatz: Neben Tischlereien und der Industrie nutzen auch Holzzuschnittabteilungen von Baumärkten diese Sägen. Angeboten werden horizontale und vertikale Plattensägen heute von einer Vielzahl Firmen weltweit, wobei die oben genannten Erfinder alle weiterhin im Markt vertreten sind.